# شیزوکی تادائو
شیزوکی تادائو ((به ژاپنی: 志筑 忠雄 Shizuki Tadao)؛ 1760 – ۲۲ اوت ۱۸۰۶) مترجم، اخترشناس و مؤلف (پدیدآور) اهل ناگاساکی در ژاپن بود.
شیزوکی در کودکی در خانواده‌ای از مترجمان هلندی به ژاپنی به فرزندی پذیرفته شد و در سال ۱۷۷۶ شیزوکی شروع به کار در حرفه خانوادگی خود کرد؛ با این حال، در سال ۱۷۷۷ کار در سنت تسوجی خانواده را متوقف کرد و به‌طور مستقل شروع به ترجمه و نوشتن تفسیرهایی بر آثار فلسفه طبیعی کرد. او شروع به استفاده از نام ریوئن ناکانو کرد، ناکانو نام خانوادگی تولد او بود.